# Isidor Annenskij
Isidor Annenskij (russisk: Исидор Маркович Анненский) (født 13. marts 1906 i Pervomajsk i det Russiske Kejserrige, død 2. maj 1977 i Moskva i Sovjetunionen) var en sovjetisk filminstruktør og manuskriptforfatter.

## Filmografi
- Bæstet (Медведь, 1938)[1][2]
- Tjelovek v futljare (da.: Manden i skallen, 1939)
- Brylluppet (Свадьба, 1944)
- Kærlighedens veje (Анна на шее, 1954)
- Knjazjna Meri (Княжна Мери, 1955)
- Ekaterina Voronina (Екатерина Воронина, 1957)
- Bessonnaja notj (Бессонная ночь, 1960)
- Pervyj trollejbus (Первый троллейбус, 1963)
- Tatjanin den (Татьянин день, 1967)
- Talanty i poklonniki (Таланты и поклонники, 1973)